# Eliza Grochowiecka
Eliza Grochowiecka (ur. 12 sierpnia 1950 w Warszawie) – polska piosenkarka.

## Życiorys
Absolwentka XL Liceum Ogólnokształcącego w Warszawie. Debiutowała w warszawskim klubie „Medyk”, skąd trafiła do „Piwnicy u Hohonia”. Z początkiem 1970 roku występowała z zespołem Klubu Studentów Architektury (wykonywali, m.in., Pieśń Villonową o miłości i Roksolanki), następnie z Rh-. Laureatka przeglądów studenckich. W latach 1970–1971 współpracowała z zespołem Portrety. Znana głównie z występów w zespole Andrzej i Eliza, który współtworzyła ze swoim ówczesnym mężem, Andrzejem Rybińskim. Po rozpadzie zespołu i rozwodzie z Rybińskim wyemigrowała na stałe do Niemiec.

## Dyskografia
Z zespołem Portrety:

### Single i Czwórki
- 1970 – Portret: „Portret” / „Opowiadał mi wiatr” / „Kiedy świece płoną” / „Nie bój się nocy”
- 1970 – „Posłuchaj, biegnie ulicami” / „Król Thule”
- 1971 – „O tobie, jesieni i innych rzeczach” / „Dobra miłość”

Z zespołem Andrzej i Eliza:

### Albumy
- 1972 – Drzewo rodzinne[5]
- 1973 – Czas relaksu[6]
- 1977 – Buty, buty...[7]
- 1980 – Od jutra już[8]
- 1991 – 1971–1991 Historie Nieznane
- 1993 – Andrzej i Eliza Greatest Hits
- 2003 – Ballada o butach
- 2004 – Platynowa kolekcja - Nasze złote przeboje: Andrzej i Eliza

## Nagrody muzyczne
- 1974: Srebrny Gronostaj na Festivalu International des Variétés et Music-Halls w Rennes
- 1975: I Nagroda na Festiwalu Przebojów w Dreźnie
- 1975: XIII Krajowy Festiwal Piosenki Polskiej w Opolu – Nagroda w kategorii interpretacje za utwór pt. „Czas relaksu”[9]
- 1977: II Nagroda na Festiwalu Przebojów w Dreźnie
- 1977: Nagroda Publiczności na Festiwalu Przebojów w Dreźnie